# Кузовльов Сергій Юрійович
Сергі́й Ю́рійович Кузовльо́в (рос. Сергей Юрьевич Кузовлёв; нар. 7 січня 1967) — російський військовик, генерал-полковник (з 2021), колишній начальник штабу 58-ї армії Збройних сил Російської Федерації. Учасник війни на сході України. Підозрюваний у вчиненні особливо тяжких злочинів проти основ національної безпеки України, миру та міжнародного правопорядку.

## Життєпис
Протягом 1974–1984 років відвідував школу № 21 міста Мічурінська (Тамбовська область). У 1990 році закінчив Рязанське вище повітряно-десантне командне училище.
З 1 лютого 2005 по липень 2008 року командував 15-ю окремою мотострілецькою бригадою миротворчих сил Приволзько-Уральського військового округу. У травні 2005 року Кузовльову було присвоєно військове звання «полковника». У 2008 році вступив до Академії Генерального штабу ЗС РФ. По закінченню навчання був призначений на посаду командира 18-ї окремої мотострілецької бригади, місцем дислокації якої була Ханкала (Чечня).
На початку 2014 року (за даними «Известия» — з 2012 року) переведений на посаду начальника штабу 58-ї армії ЗС РФ, а 22 лютого того ж року Сергію Кузовльову було присвоєне військове звання «генерал-майора».
З липня 2015 до серпня 2016 року — командувач 20-ї загальновійськової армії. З серпня 2016 до початку 2017 року був командувачем 58-ї загальновійськової армії. Із 2017 року — командувач 8-ї гвардійської армії. Із 2019 року — начальник штабу Південного військового округу. Генерал-лейтенант (2017), генерал-полковник (2021).

### Війна на сході України
6 січня 2015 року Служба безпеки України оприлюднила перехоплення телефонної розмови отамана Козачої національної гвардії Павла Дрьомова зі своїм підлеглим, з якої стало зрозуміло, що генерал-майор Кузовльов під псевдонімом Тамбов за вказівкою вищого керівництва займається координацією дій бійців ЛНР та забезпеченням їх зброєю та іншими необхідними засобами для ведення війни.
За даними групи ІнформНапалм позивний «Тамбов» — перехідний, і призначений для куратора Росії у Луганській області. Коли в березні-квітні 2015 року генерал-майор Кузовльов був відкликаний в Росію, йому на заміну прийшов заступник командувача 58-ю загальновійськовою армією генерал-майор Євген Нікіфоров.
22 серпня 2016 року включений Генеральною прокуратурою України до списку з 18 осіб, яким повідомлено про підозру у вчиненні особливо тяжких злочинів проти основ національної безпеки України, миру та міжнародного правопорядку.